# Thadée Cisowski
Thadée Cisowski (właśc. Tadeusz Cisowski, ur. 16 lutego 1927 w Łaskowie, zm. 24 lutego 2005 w Mâcon) – francuski piłkarz polskiego pochodzenia, grający na pozycji napastnika. W latach 1951–1958 reprezentant Francji (13 meczów, 11 goli). Piąty pod względem liczby strzelonych bramek zawodnik w historii francuskiej „ekstraklasy” – 206 goli w 286 spotkaniach ligowych (zdobyte dla 3 drużyn klubowych w latach 1947–1961).

## Kariera klubowa
Urodził się w polskim Łaskowie, jako czwarte z dziewięciorga dzieci Wojciecha Cisowskiego i Antoniny (zd. Dobko). Rodzina wyemigrowała do Francji w 1933 r., na mocy konwencji francusko-polskiej podpisanej 3 września 1919, sprzyjającej napływowi tysięcy Polaków do zagłębi górniczych w Nord-Pas-de-Calais i Lotaryngii. Od 14. roku życia Thadée Cisowski wraz ojcem i braćmi pracował w kopalni Mourière w Piennes (departament Meurthe i Mozela), w wolnym czasie kopiąc piłkę w drużynie US Piennes. W 1947 r. został zawodnikiem FC Metz. W sezonie 1947/1948 zadebiutował w nim w rozgrywkach Division 1. W 1950 r. spadł z Metz do Division 2. W sezonie 1950/1951 z 23 golami został jej królem strzelców, a FC Metz wróciło do francuskiej „ekstraklasy”. Latem 1952 r. przeszedł do RC Paris, w barwach którego w sezonie 1953/1954 grał w Division 2. W sezonie 1955/1956 strzelając 31 goli został królem strzelców Division 1. Królem strzelców był także w sezonach 1956/1957 (33 gole) i 1958/1959 (30 goli). W 1960 r. został zawodnikiem US Valenciennes, grając w nim w sezonie 1960/1961. Rok później przeszedł do II-ligowego FC Nantes, w którym w 1962 r. zakończył zawodniczą karierę.
| Sezon   | Klub            | Liga       | Mecze | Bramki |
| ------- | --------------- | ---------- | ----- | ------ |
| 1947/48 | FC Metz         | Division 1 | 4     | 3      |
| 1948/49 | FC Metz         | Division 1 | 33    | 15     |
| 1949/50 | FC Metz         | Division 1 | 32    | 17     |
| 1950/51 | FC Metz         | Division 2 | 30    | 23     |
| 1951/52 | FC Metz         | Division 1 | 17    | 11     |
| 1952/53 | RC Paris        | Division 1 | 30    | 13     |
| 1953/54 | RC Paris        | Division 2 | 34    | 34     |
| 1954/55 | RC Paris        | Division 1 | 14    | 9      |
| 1955/56 | RC Paris        | Division 1 | 29    | 31     |
| 1956/57 | RC Paris        | Division 1 | 28    | 33     |
| 1957/58 | RC Paris        | Division 1 | 14    | 9      |
| 1958/59 | RC Paris        | Division 1 | 29    | 30     |
| 1959/60 | RC Paris        | Division 1 | 28    | 27     |
| 1960/61 | US Valenciennes | Division 1 | 28    | 9      |
| 1961/62 | FC Nantes       | Division 2 | 19    | 8      |

## Kariera reprezentacyjna
W reprezentacji Francji Cisowski zadebiutował 1 listopada 1951, w zremisowanym 2:2 towarzyskim meczu z Austrią. W swojej karierze grał w eliminacjach do MŚ 1958 (w wygranym 6:3 meczu z Belgią strzelił 5 goli) i do ME 1960. Od 1951 r. do 1958 r. w kadrze narodowej rozegrał 13 meczów, w których strzelił 11 goli.
| Mecze i gole w reprezentacji | Mecze i gole w reprezentacji | Mecze i gole w reprezentacji | Mecze i gole w reprezentacji | Mecze i gole w reprezentacji | Mecze i gole w reprezentacji | Mecze i gole w reprezentacji |
| #                            | Data                         | Stadion                      | Rywal                        | Wynik                        | Gol                          | Rozgrywki                    |
| 1951                         | 1951                         | 1951                         | 1951                         | 1951                         | 1951                         | 1951                         |
| ---------------------------- | ---------------------------- | ---------------------------- | ---------------------------- | ---------------------------- | ---------------------------- | ---------------------------- |
| 1.                           | 01.11.1951                   | Paryż, Francja               | Austria                      | 2:2                          | 0                            | towarzyski                   |
| 1952                         |                              |                              |                              |                              |                              |                              |
| 2.                           | 05.10.1952                   | Paryż, Francja               | RFN                          | 3:1                          | 1                            | towarzyski                   |
| 3.                           | 19.10.1952                   | Wiedeń, Austria              | Austria                      | 2:1                          | 0                            | towarzyski                   |
| 4.                           | 11.11.1952                   | Paryż, Francja               | Irlandia Północna            | 3:1                          | 0                            | towarzyski                   |
| 1954                         |                              |                              |                              |                              |                              |                              |
| 5.                           | 11.04.1954                   | Paryż, Francja               | Włochy                       | 1:3                          | 0                            | towarzyski                   |
| 1956                         |                              |                              |                              |                              |                              |                              |
| 6.                           | 07.10.1956                   | Paryż, Francja               | Węgry                        | 1:2                          | 1                            | towarzyski                   |
| 7.                           | 21.10.1956                   | Paryż, Francja               | ZSRR                         | 2:1                          | 0                            | towarzyski                   |
| 8.                           | 11.11.1956                   | Paryż, Francja               | Belgia                       | 6:3                          | 5                            | el. MŚ 1958                  |
| 1957                         |                              |                              |                              |                              |                              |                              |
| 9.                           | 24.03.1957                   | Lizbona, Portugalia          | Portugalia                   | 1:0                          | 0                            | towarzyski                   |
| 10.                          | 01.09.1957                   | Reykjavík, Islandia          | Islandia                     | 5:1                          | 2                            | el. MŚ 1958                  |
| 1958                         |                              |                              |                              |                              |                              |                              |
| 11.                          | 01.10.1958                   | Paryż, Francja               | Grecja                       | 7:1                          | 2                            | el. ME 1960                  |
| 12.                          | 05.10.1958                   | Wiedeń, Austria              | Austria                      | 2:1                          | 0                            | towarzyski                   |
| 13.                          | 26.10.1958                   | Paryż, Francja               | RFN                          | 2:2                          | 0                            | towarzyski                   |

## Życie prywatne
Poślubił Simone Pisoni (ur. 1931, zm. 2006), z którą się rozwiódł i z którą miał córkę Laurence Cisowski.